# Metro FC
El Metro FC es un club de fútbol de la ciudad de Auckland, Nueva Zelanda. Fue fundado en 1899, siendo así uno de los clubes neozelandeses más antiguos. Actualmente juega en la Lotto Sport Italia NRFL Division 1, segunda división de la Federación de Fútbol de Auckland, a la que descendió en 2011.
Ganó la Northern League en 1998 y disputó en dos ocasiones la Liga Nacional de Nueva Zelanda.

## Palmarés
- Northern League (1): 1998[1]
- Northern League Division One (2): 1987 y 1994[1]
- Northern League Division Two (1): 1971[1]
- National Superclub (1): 1996[1]
- Northern Premier League (1): 1996[1]